# Ludmila Shevtsova
Pour les articles homonymes, voir Chevtsova.
Ludmila Shevtsova (en russe : Людмила Ивановна Шевцова, Lioudmila Ivanovna Chevtsova), née le 26 novembre 1934 à Taman, dans le kraï de Krasnodar, est une ancienne athlète soviétique spécialiste du 800 mètres.

## Biographie
Le 3 juillet 1960 à Moscou, Ludmila Shevtsova établit le nouveau record du monde du 800 m en 2 min 04 s 3, effaçant des tablettes la meilleure performance de sa compatriote Nina Otkalenko datant de 1955. Le 7 septembre 1960, elle remporte la médaille d'or des Jeux olympiques de 1960 de Rome, devançant d'un centième l'Australienne Brenda Jones, et égalant son propre record du monde.

## Palmarès
- Jeux olympiques d'été de 1960 à Rome :
  -  Médaille d'or du 800 m
- Vainqueure du Cross de L'Humanité 1964